# Militaire spoorlijnen Wijchen - Hommersum
De militaire spoorlijnen tussen Wijchen en Hommersum zijn aan het einde van de Tweede Wereldoorlog (begin 1945) aangelegd om geallieerde militaire transporten naar Duitsland te waarborgen en waren onderdeel van operatie Veritable, waarbij men een doorbraak wilde forceren via het Reichswald.

## Aanleg
Voor de operatie Veritable ontstond een logistiek probleem. Vanuit bevrijd Nederlands gebied werd nazi-Duitsland ingetrokken, maar zowel de spoorbrug bij Mook als de spoorbrug bij Gennep en de spoorbrug over het Maas-Waalkanaal waren in reparatie en station Nijmegen was overbelast. Daarbij lag het station van Nijmegen nog binnen het bereik van het Duits geschut. De baileybrug die de geallieerden over de Maas hadden gelegd bij het Oeffeltse Veerhuis had onvoldoende capaciteit.
Er werd besloten twee spoorlijnen aan te leggen: een ervan was bedoeld om het station van Nijmegen te vermijden en een tweede moest het probleem van de vernielde spoorbruggen omzeilen door op de oostelijke Maasoever te blijven. De lijnen werden aangelegd door Britse militairen van de 182e R.O.C. (Railway Operating Company). Ze werden de "Avoiding Link" of "Diversion" en de "Hawkins Link" genoemd. Het spoor werd bewaakt door bemande wagenbakken, een aantal transporttreinstellen die permanent op strategische plaatsen langs het spoor waren geplaatst.

## "Avoiding Link" of "Diversion"
De "Diversion" was een aftakking van de bestaande spoorlijn Wijchen - Nijmegen ten oosten van het Maas-Waalkanaal, ze kruiste de Weg door Jonkerbos, Hatertseweg en St. Annastraat en liep vervolgens door Heumensoord naar de spoorlijn Nijmegen - Kleef en de spoorlijn Nijmegen - Venlo, die daar parallel lopen. Deze sporen werden bereikt net voorbij voormalig station 't Heilig Land. Ten noorden van deze aansluiting werden ook enkele parallelsporen aangelegd, de "Nebo-sidings", genoemd naar het Neboklooster dat dienstdeed als militair hospitaal. De "Diversion" werd op 23 februari 1945 in gebruik genomen.

## "Hawkins Link"
Het spoor naar Kleef was zwaar beschadigd en kon niet worden gebruikt. De militaire transporten volgden de bestaande spoorlijn Nijmegen - Venlo tot aan het voormalig station Mook en volgden vandaar een nieuwe aftakking: via de Bovensteweg en langs het tracé van de tram van de Maas-Buurtspoorweg liep het spoor naar Plasmolen en Milsbeek. Bij Milsbeek was ook een wisselplaats, "Forest Loop" genaamd. Van hier liep het spoor door de velden naar Ottersum waar een tijdelijke spoorbrug bij klooster Maria Roepaan gebouwd was om de rivier de Niers over te steken. Ter hoogte van de huidige buurtschap De Looi tussen Gennep en het Duitse Hommersum sloot het spoor aan op de spoorlijn Boxtel - Wesel. Hier was ook de wisselplaats "Hommersum Junction".  De "Hawkins Link" was gereed op 26 februari 1945. Er kon slechts zeer langzaam gereden worden in verband met de kans op ontsporingen op het provisorisch aangelegde spoor.

## Na de oorlog
De "Diversion" is na de Tweede Wereldoorlog snel in onbruik geraakt doordat het treinverkeer weer via station Nijmegen ging. De "Hawkins Link" is op 11 juni 1945 overgenomen door de NS. De wisselplaats bij Milsbeek werd station Milsbeek en "Hommersum Junction" werd "Gennep Aansluiting" genoemd. De spoorlijn werd gebruikt om het Duits Lijntje om te leiden. Toen de spoorbrug bij Gennep in 1946 provisorisch hersteld was, werd ook dit spoor buiten gebruik gesteld en opgebroken. Er bleven echter plannen bestaan om de spoorlijn weer in gebruik te nemen, totdat de definitieve spoorbrug bij Gennep klaar was.